# Lungomare Falcomatà

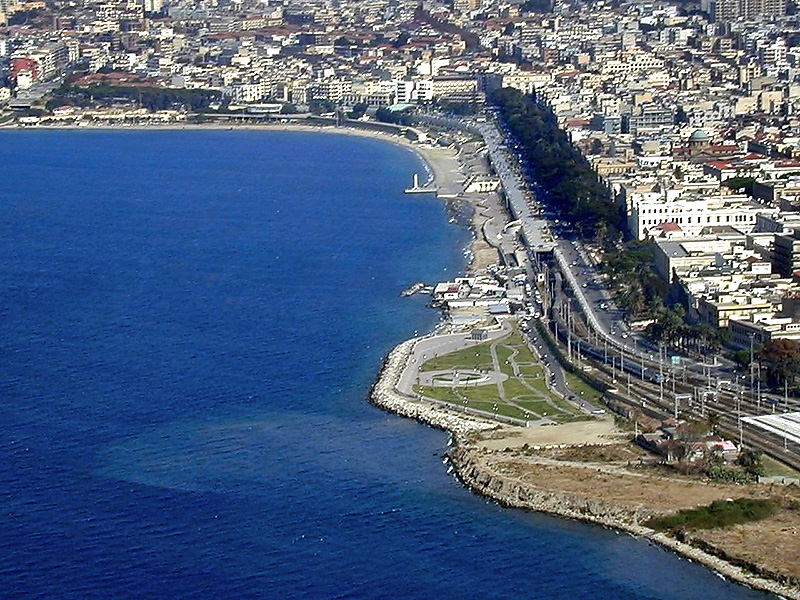
Il Lungomare di Reggio Calabria, definito come il più bel chilometro d'Italia.

Il Lungomare Falcomatà (o Corso Giacomo Matteotti nel tratto più a monte), noto ai reggini come Via Marina, è una passeggiata che si sviluppa per circa 1,7 km lungo la fascia costiera di Reggio Calabria, tra piazza Indipendenza a piazza Garibaldi. È intitolato al sindaco Italo Falcomatà, protagonista e ispiratore della "Primavera di Reggio". Il lungomare del centro storico di Reggio Calabria occupa l'area costiera compresa tra il porto ed il fortino a mare (l'antico Castelnuovo nei pressi di punta Calamizzi). È costituito dal lungomare Falcomatà, lungomare Matteotti, corso Vittorio Emanuele III e viale Genoese Zerbi, ma tutta l'area viene generalmente identificata come via Marina.
Il fronte a mare della città è ricco di palmizi e specie vegetali estremamente variegate. Il viale è adornato da palazzi in stile liberty (molti risalenti all'ultima ricostruzione della città) tra i quali spiccano palazzo Zani, palazzo Spinelli e villa Genoese Zerbi. È inoltre arricchito da elementi che indirettamente tracciano la storia della città quali i numerosi monumenti commemorativi, una fontana monumentale ed alcuni siti archeologici a testimonianza dell'epoca greco-romana: tratti delle mura di cinta della città greca ed un impianto termale di epoca romana.
Tra il mare e la passeggiata con il parapetto e i lampioni liberty, sorge l'arena dello Stretto, teatro in stile tipicamente greco che ospita eventi culturali ed intrattenimento soprattutto nei mesi estivi; sul molo di Porto Salvo antistante l'arena sorge il monumento a Vittorio Emanuele III, che qui sbarcò toccando il suolo italiano per la prima volta da re il 31 luglio 1900.

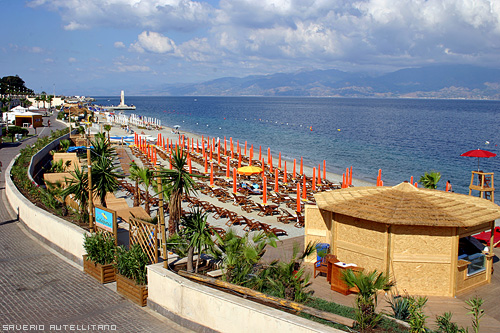
Uno stabilimento balneare sotto il lungomare

## Storia

### L'antico affaccio sul mare
Le principali zone adibite ad attracco portuale nella storia sono state essenzialmente due: il golfo dell'antico porto naturale a ridosso dell'antico promontorio di punta Calamizzi (affondato nel 1562 a causa di un terremoto), e l'attuale porto che sorge in una zona di costa limitata al quartiere di Santa Caterina.
I due antichi approvvigionamenti idrici della città si trovavano lungo la marina ed erano:
- fontana Vecchia, detta fontana Rossa dal colore dell'edificio della Sanità marittima adiacente;
- fontana Nuova, detta fontana del Plebiscito dopo il 1860 per la posizione in asse alla strada omonima, e successivamente denominata anche fontana della Pescheria per l'adiacenza con il porticato della pescheria vicino palazzo Nesci.

### 1783 - prima ricostruzione e nascita del lungomare

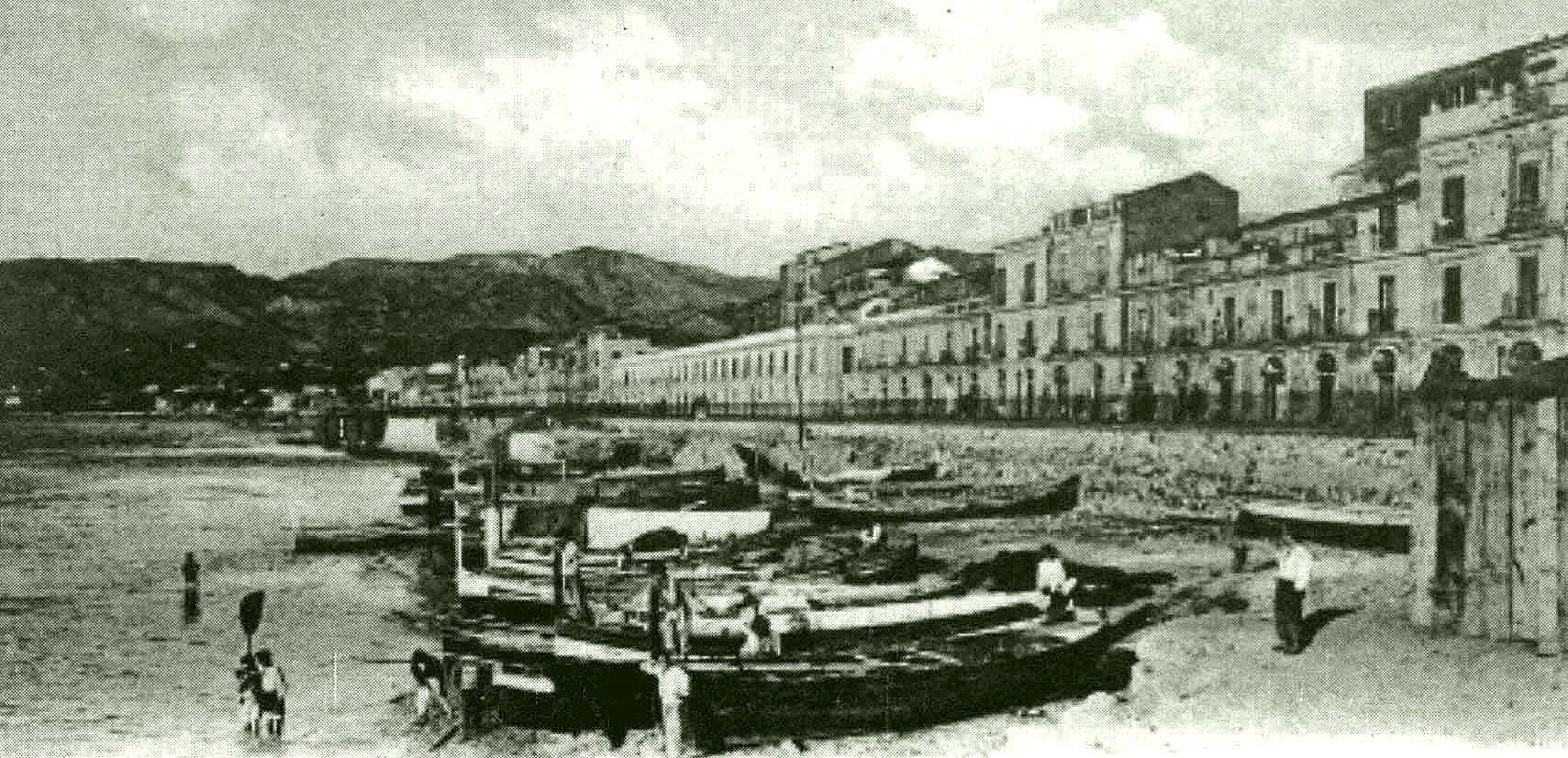
Veduta dell'antico lungomare
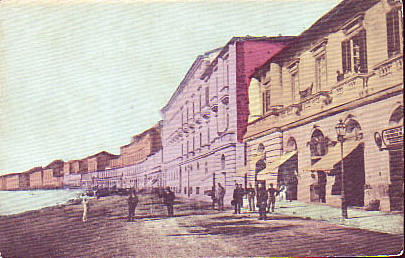
Un'altra veduta dell'antico lungomare
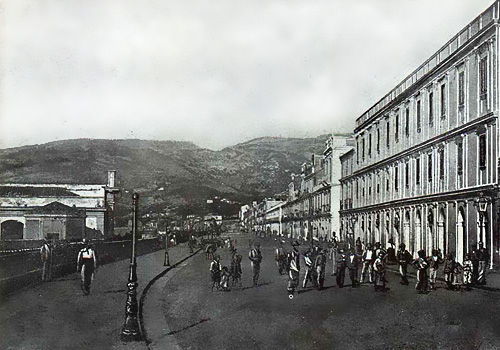
La Real Palazzina

Dopo il grave terremoto del 1783, il piano di ricostruzione è redatto dall'ingegner Giovan Battista Mori. Con l'abbattimento delle antiche mura per recuperare il suolo da esse occupato, la fascia lungo il mare viene organizzata con un sistema di edifici continui ed uno spazio urbano attrezzato che seguiva l'andamento della costa. Il progetto di demolizione fu eseguito, nacque il lungomare di Reggio e fu costruita la nuova palazzata sulla strada marina, che fu chiamata Real Palazzina.
Tra il 1884 ed il 1886 la via Marina fu interessata da lavori di sistemazione. Dopo la costruzione del tronco ferroviario tra la stazione centrale e il porto, i guasti derivanti dai lavori per il tracciato ferroviario, avevano determinato un mutamento di quella che era (assieme al corso Garibaldi) la più importante arteria cittadina.
La Real Palazzina, che con un prospetto unitario qualificava l'affaccio della città verso il paesaggio marino, era stata però privata del suo elemento terminale: l'antico palazzo Nesci (adibito a caserma) e l'edificio della pescheria, che vennero demoliti.
Per riparare i danni apportati dal tracciato ferroviario, il Comune chiese il concorso diretto del Governo; quindi il Progetto per la sistemazione della Strada Marina e coordinamento delle strade traverse presentava una planimetria che prevedeva:
- l'integrazione della fontana del Plebiscito e della fontana Rossa (tra le vie Plebiscito e San Francesco da Sales)
- primo elemento della Real Palazzina:
  - il sito della vecchia pescheria
  - il conservatorio delle Verginelle
- secondo elemento della Real Palazzina:
  - palazzo Scordino
  - palazzo dei fratelli Gullì
- terzo elemento della Real Palazzina:
  - il distretto militare
  - sul retro il palazzo Cafarelli
- quarto e quinto elemento della Palazzina, compresi tra la via San Francesco da Sales, la strada Fata Morgana e la strada Giulia
- la chiesa di Porto Salvo, di fronte all'omonimo molo di Porto Salvo.

### 1908 - seconda ricostruzione e rinascita del lungomare

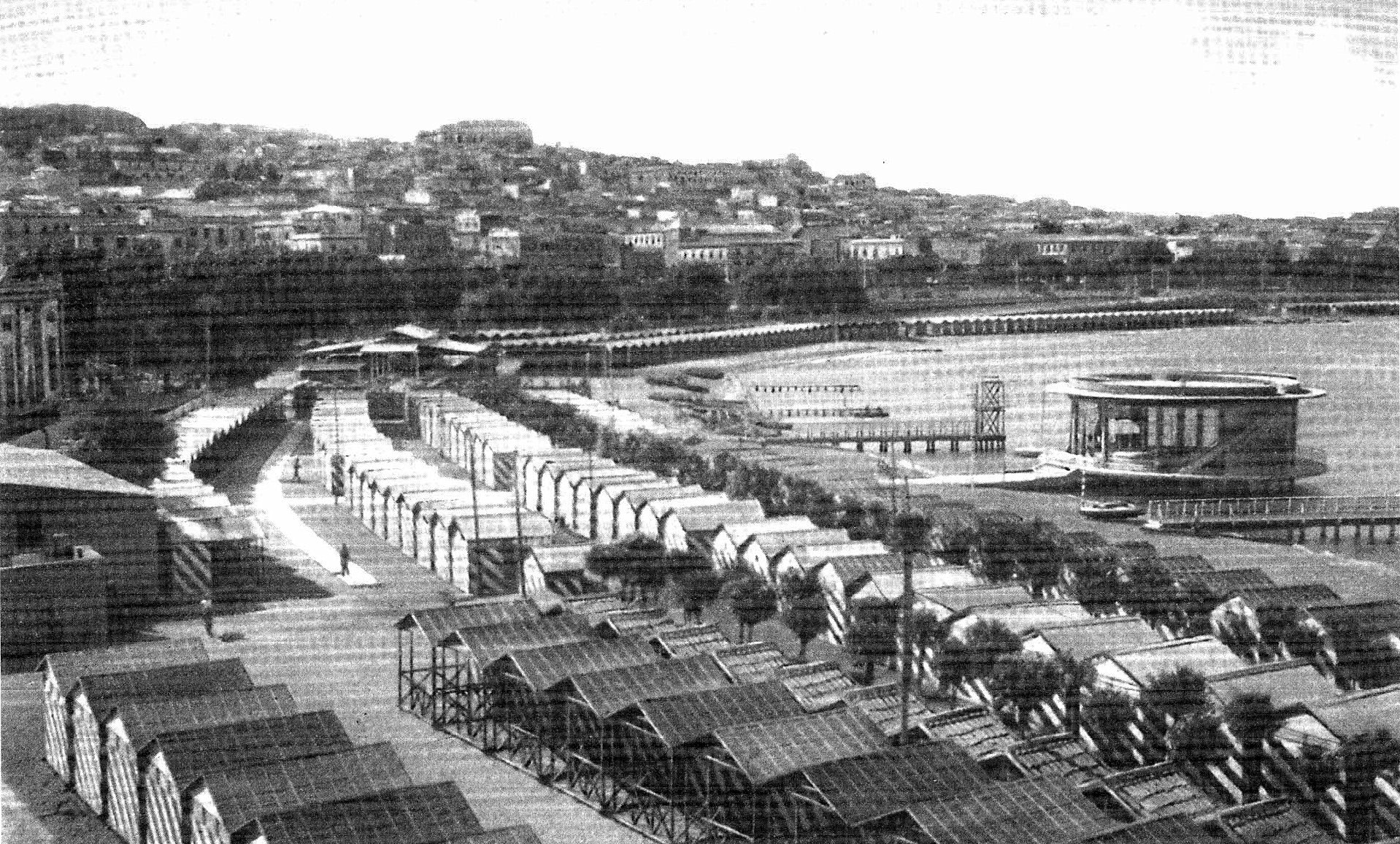
Una panoramica del fronte a mare cittadino visto dal lido Zerbi.

Dopo il terremoto del 1908, l'assessore ai lavori pubblici Giuseppe Valentino - poi sindaco della ricostruzione - incaricò l'ingegnere Pietro De Nava di redigere il progetto del nuovo piano regolatore della città, che includeva la sistemazione del nuovo lungomare.
Venne così ricostruito il nuovo lungomare di Reggio, molto più ampio grazie alle sue tre zone costituite da:
1. la via Marina alta con i suoi edifici in stile liberty;
2. la striscia botanica, ricca di piante tropicali e sub-tropicali ultracentenarie. Tra esse si trovano specie come: la palma delle Canarie, il ficus magnolioide, la palma della California, l'albero del corallo, il pittosporo, la cycas, l'arancio ornamentale[1];
3. la via Marina bassa con l'affaccio sul panorama dello stretto di Messina.

### La Primavera di Reggio: il lungomare Falcomatà
I lavori per la riqualificazione del Lungomare sono una delle principali opere del periodo di rinascita di Reggio Calabria. Dopo l'interramento della ferrovia lungo la costa, il Lungomare è stato per anni in condizioni di degrado, nel corso dei quali si sono succeduti diversi progetti per la riqualificazione, tra cui quello dell'architetto Manfredi Nicoletti. Nel 1994 il progetto dell'attuale Lungomare è stato affidato a Tecnic Consulting Engineers che ispirandosi allo stile liberty, ha creato un sistema di passeggiate interconnesse a vari livelli. Il Lungomare Falcomatà è oggi la fusione di zone vecchie e nuove che formano uno dei più ampi spazi pubblici europei, attraverso:
1. la via Marina alta;
2. la striscia botanica;
3. la via Marina bassa;
4. la passeggiata con l'affaccio sul mare, al di sotto della quale scorre la linea ferrata;
5. la passeggiata a mare, adornata da due grandi scalinate che scendono sul mare;
6. la spiaggia.
7. Il Circolo Velico Reggio - SSD

### Lavori in corso
Il concorso di progettazione internazionale Regium Waterfront vinto dall'architetto Zaha Hadid, riqualificherà le zone adiacenti all'attuale lungomare, completando il fronte a mare del centro storico nella fascia marina compresa tra le fiumare Annunziata e Calopinace.
Il completamento del lungomare Falcomatà si estenderà dunque fino ai nuovi estremi del porto a nord e del fiumara Calopinace a sud, segnati da due edifici-simbolo:
1. il Museo del Mediterraneo (futura nuova sede dei Bronzi di Riace);[4]
2. il centro polifunzionale.

Nel settembre 2015, l'amministrazione comunale guidata da Giuseppe Falcomatà mette in discussione la realizzazione del progetto, già in forte ritardo rispetto ai tempi prospettati.
Nell'aprile 2021, il governo inserisce il Museo del Mediterraneo fra i 14 progetti strategici previsti dal Piano Nazionale di Ripresa e Resilienza per i Grandi attrattori culturali, volti a rilanciare il settore della cultura del paese. Per tale progetto sono stati istanziati 53 milioni di euro, con la premessa di iniziare e terminare i lavori entro il 2026.

## Monumenti, palazzi e luoghi

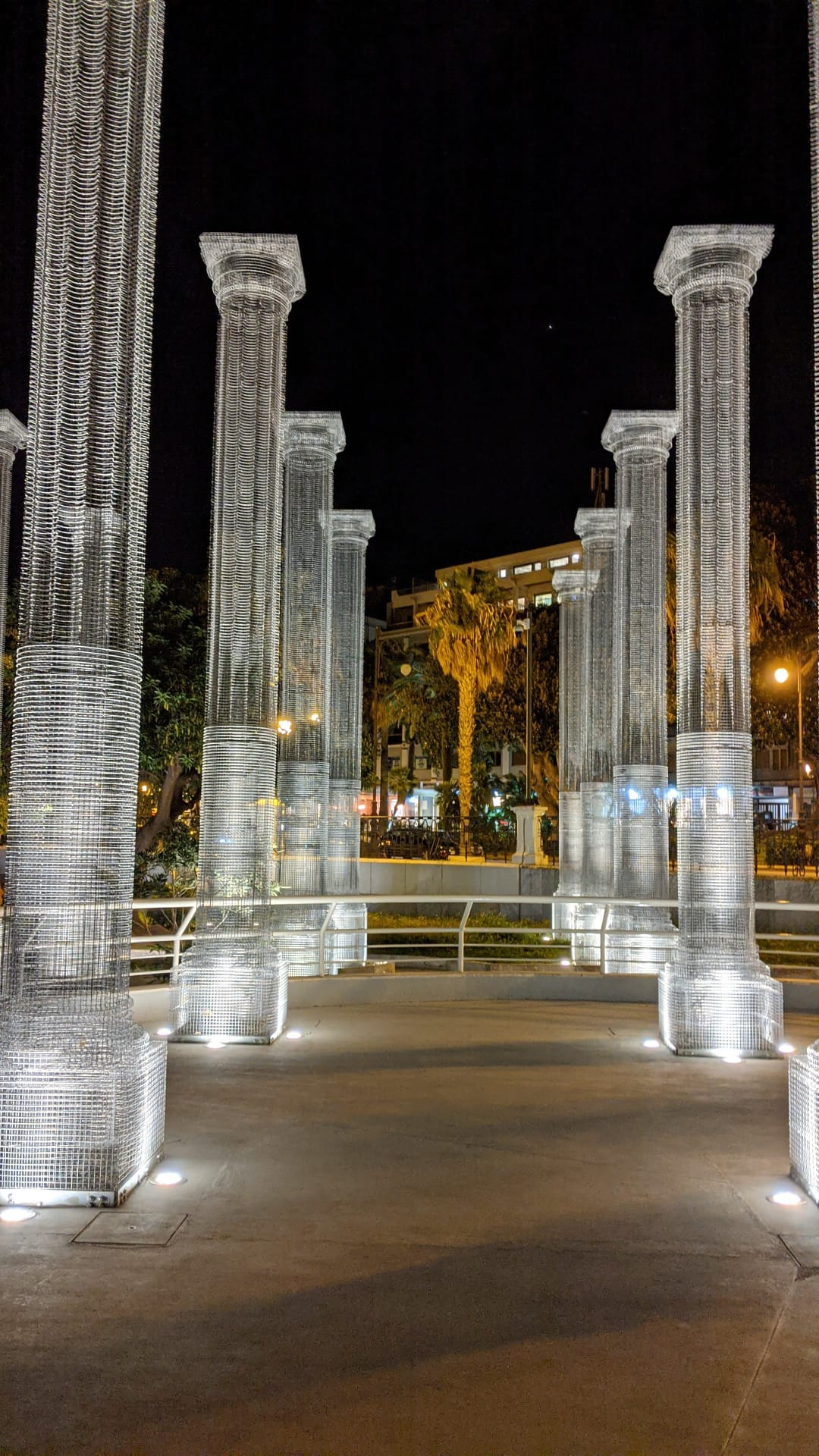
Opera, di Edoardo Tresoldi.

Alcuni dei principali elementi d'interesse del lungomare Falcomatà:
- monumento allo sbarco di san Paolo Apostolo, che fondò la chiesa reggina;
- monumento al Marinaio, che commemora il XVII raduno dei marinai d'Italia a Reggio;
- monumento a Corrado Alvaro (di Alessandro Monteleone);
- monumento a Francesco Sofia Alessio (di Alessandro Monteleone);
- monumento a Ibico reggino, il poeta dell'amore;
- Opera, scultura costituita da una serie di colonne in rete metallica, di Edoardo Tresoldi;
- stele a Italo Falcomatà, sindaco della Primavera di Reggio a cui è intitolato il lungomare;
- palazzo Romeo Retez;
- stele a Giovanni Pascoli, con incisi i versi in cui il poeta descrisse il mare di Reggio;
- palazzo Fiaccadori;
- le tre statue dell'artista Rabarama: Trans-lettera (bronzo, 2000), Labirintite (bronzo, 2000) e Co-stell-azione (alluminio, 2002)[8];
- villa Zerbi, eclettico edificio in stile veneziano, oggi sede espositiva;
- Monumento al Mediterraneo (di Cristina Carlini), opera realizzata in acciaio Corten;
- palazzo Spinelli, edificio in stile liberty, già sede del rettorato dell'università;
- Arena dello Stretto, teatro greco che gode di uno spettacolare affaccio sul mare;
- cippo marmoreo con statua bronzea di Ἀθηνᾶ Πρόμαχος (Athena Pròmachos), monumento a Vittorio Emanuele III (di Camillo Autore);
- Le Sirene dello Stretto dell'artista reggino Ermonde Leone, scultura ricavata dal tronco di uno dei grandi alberi del lungomare;
- fontana monumentale detta La Luminosa;
- grande albergo Miramare;
- monumento alla Fata Morgana;
- monumento ai caduti di tutte le guerre (di Francesco Jerace);
- palazzo Zani, sede del Genio Civile, già sede sede della facoltà di Giurisprudenza;
- mura greche, il sito archeologico mostra un tratto delle mura di cinta dell'antica città greca durante la fase di espansione verso il mare;
- Reggio anni '70, monumento in memoria dei caduti nei fatti di Reggio;
- terme romane: il sito archeologico mostra uno dei numerosi impianti termali di epoca romana;
- monumento a Diego Vitrioli, il latinista reggino ammirato da Giovanni Pascoli;
- monumento a Giuseppe Valentino, sindaco della ricostruzione dopo il terremoto del 1908;
- monumento alla leggenda dell'Oracolo di Delfi sulla fondazione della città (vicino Castelnuovo);
- Museo dello strumento musicale, nella ex stazione ferroviaria "Reggio - Lido", distrutto in un incendio il 4 novembre 2013[9].
- La Nascita di Reggio, statua in bronzo, lungomare. Opera dello scultore Giuseppe Niglia.
- Castelnuovo, sito archeologico della cittadella di Reggio a difesa del fronte a mare, quasi completamente demolito per costruire la stazione centrale.
- Porta della Redenzione, bronzo, S. Maria della Cattolica dei Greci. Opera dello scultore Giuseppe Niglia.

## "Il più bel chilometro d'Italia"
Il lungomare di Reggio viene chiamato "il più bel chilometro d'Italia", per via del fenomeno ottico della fata morgana, visibile solo dalla costa calabra, da cui ha origine il mito per effetto del quale è possibile vedere le immagini ravvicinate della Sicilia riflesse e dal mare. La frase viene erroneamente attribuita a Gabriele D'Annunzio. Secondo lo storico Agazio Trombetta, infatti, la citazione è falsa: D'Annunzio non fu mai a Reggio e nella Biblioteca Dannunziana non risulta nulla su Reggio Calabria. Pare invece che durante la radiocronaca del Giro della Provincia di Reggio Calabria, il 27 marzo 1955, il noto telecronista della Rai Nando Martellini citò questa frase attribuendola a D'Annunzio, così come gli era stato riferito da alcuni cittadini reggini particolarmente entusiasti (tra cui un certo Pier Luigi da Cannitello): sia Martellini che coloro che riferirono la frase in realtà ignoravano la reale verità.

## Galleria d'immagini

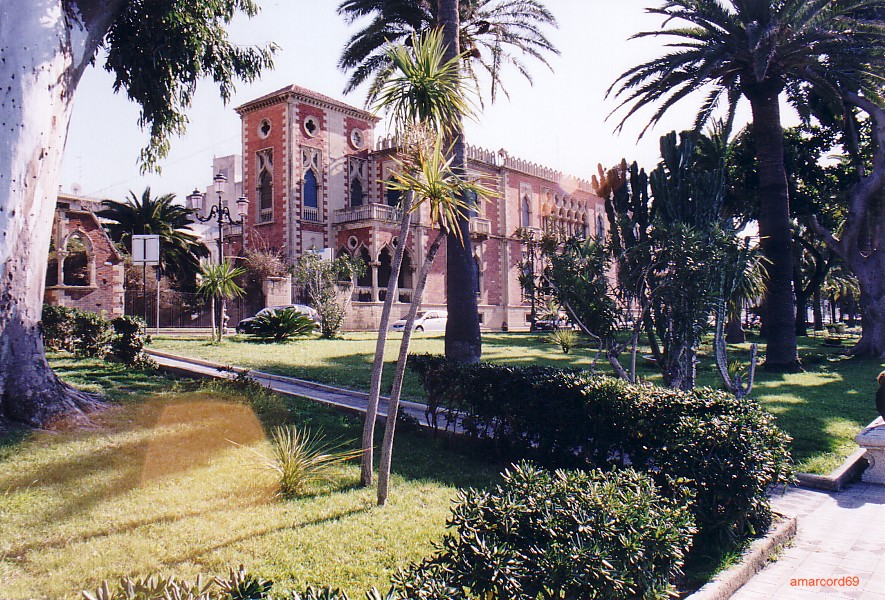
Villa Genoese Zerbi
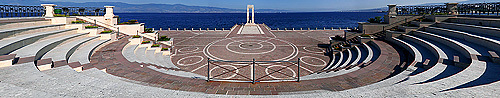
Arena dello Stretto sul lungomare
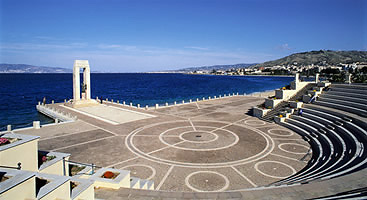
Arena dello Stretto
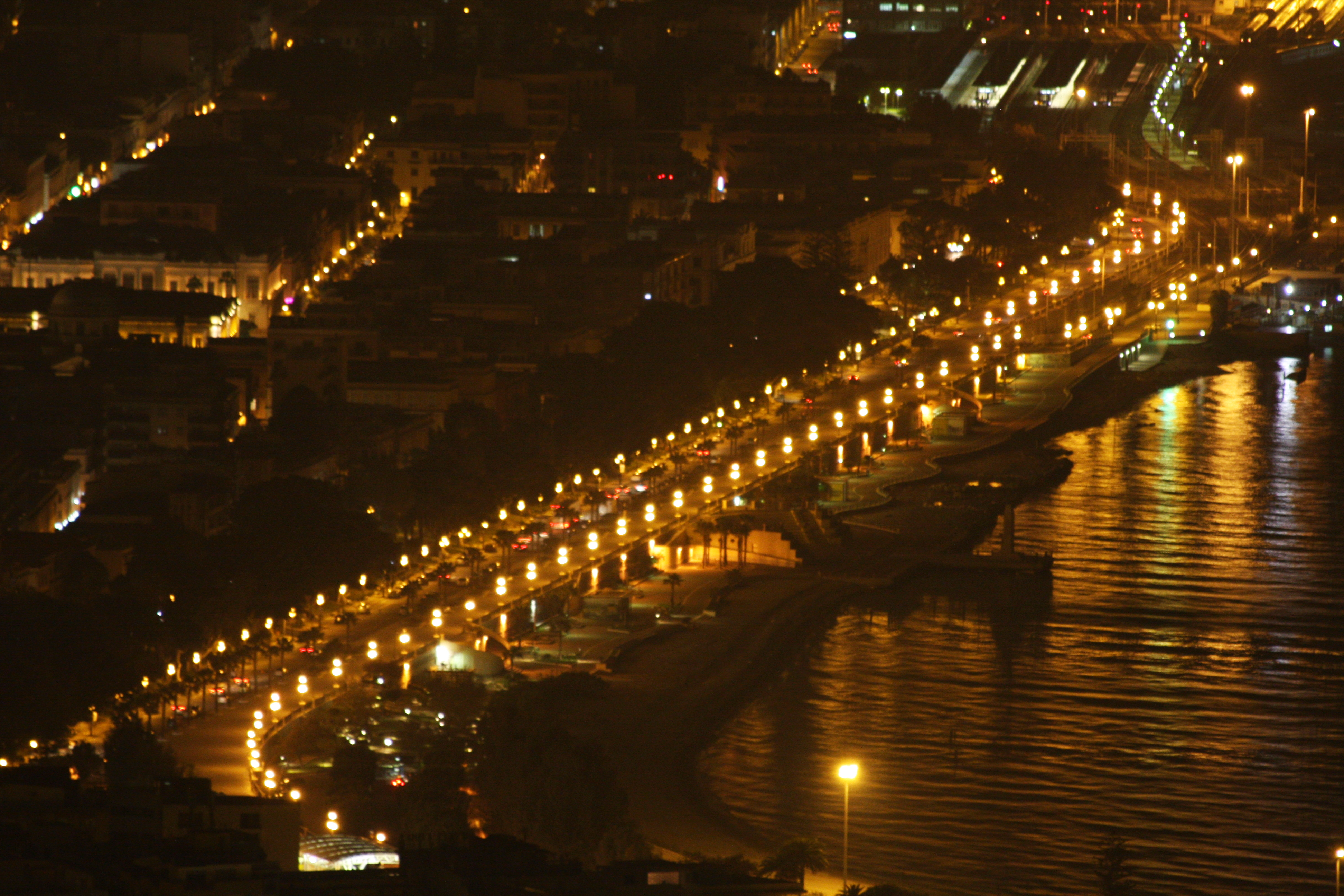
Veduta notturna dalla collina di Pentimele
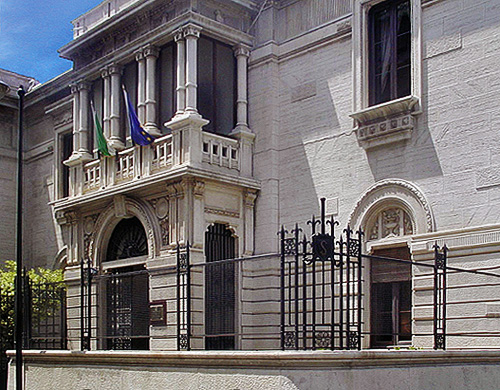
Palazzo Spinelli
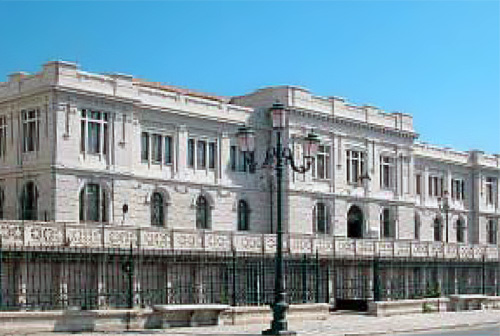
Palazzo Zani
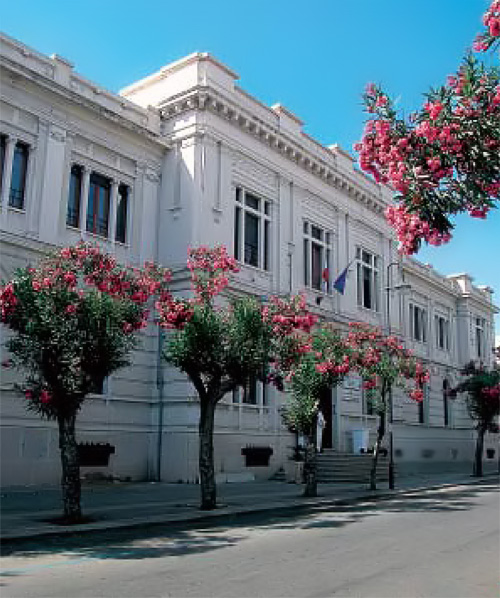
Palazzo Zani
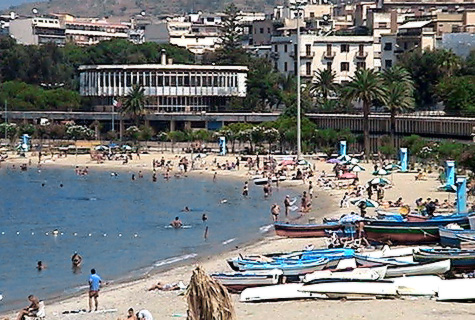
Lido Comunale Zerbi
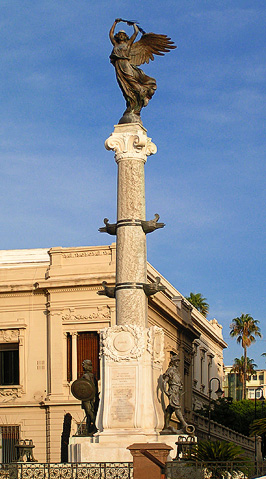
il Monumento ai Caduti sul lungomare
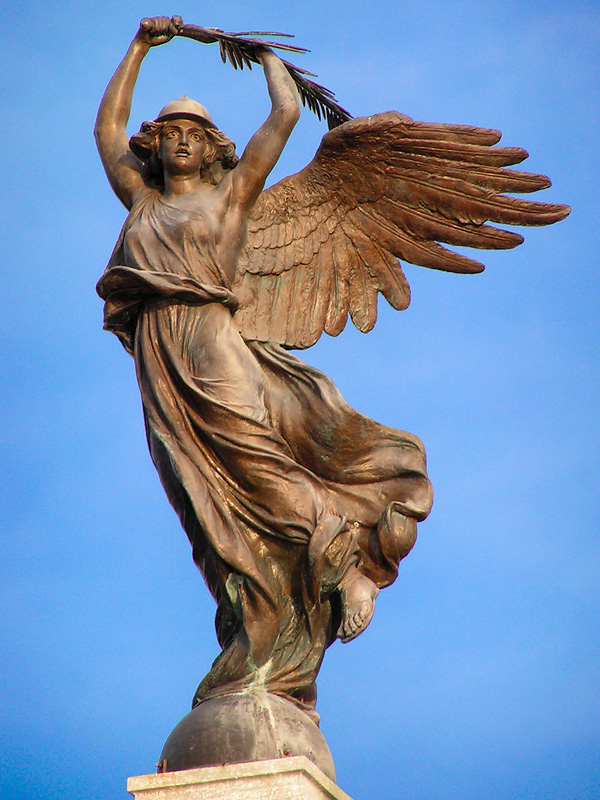
Particolare della vittoria alata in cima al monumento ai Caduti di tutte le guerre, opera di Francesco Jerace
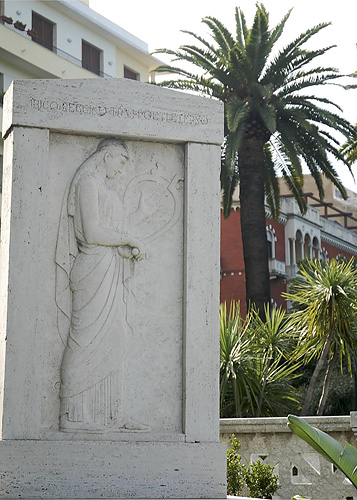
Monumento a Ibico
Villa Zerbi in uno scorcio del lungomare
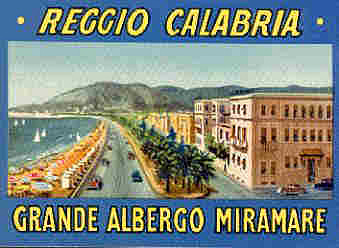
Antica cartolina
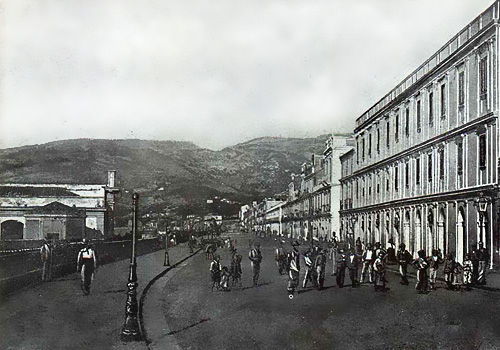
L'antico lungomare ottocentesco
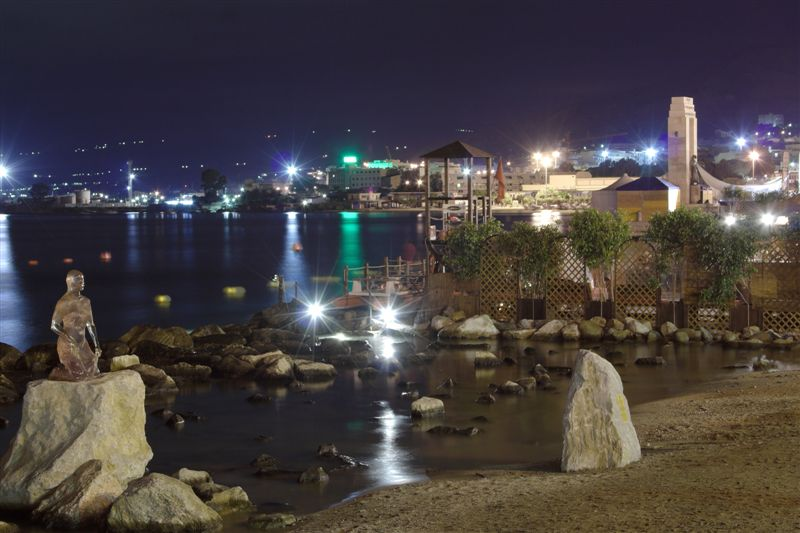
Spiaggia sotto il lungomare
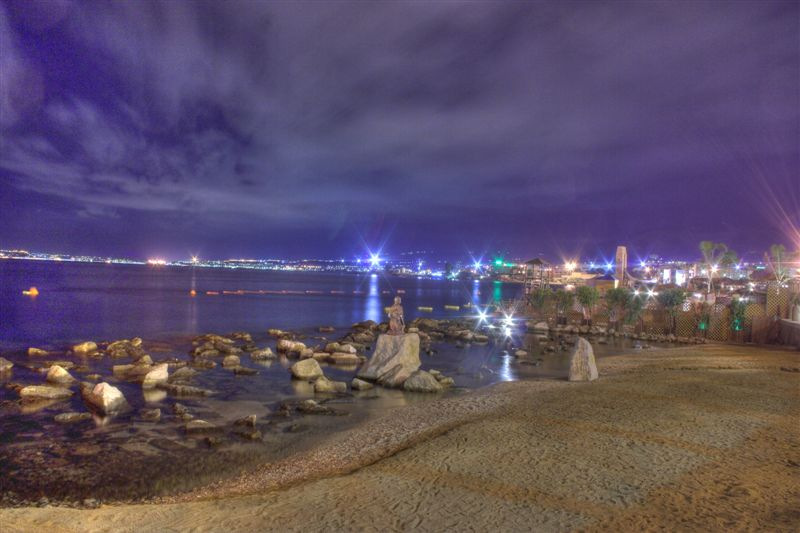
Spiaggia sotto il lungomare
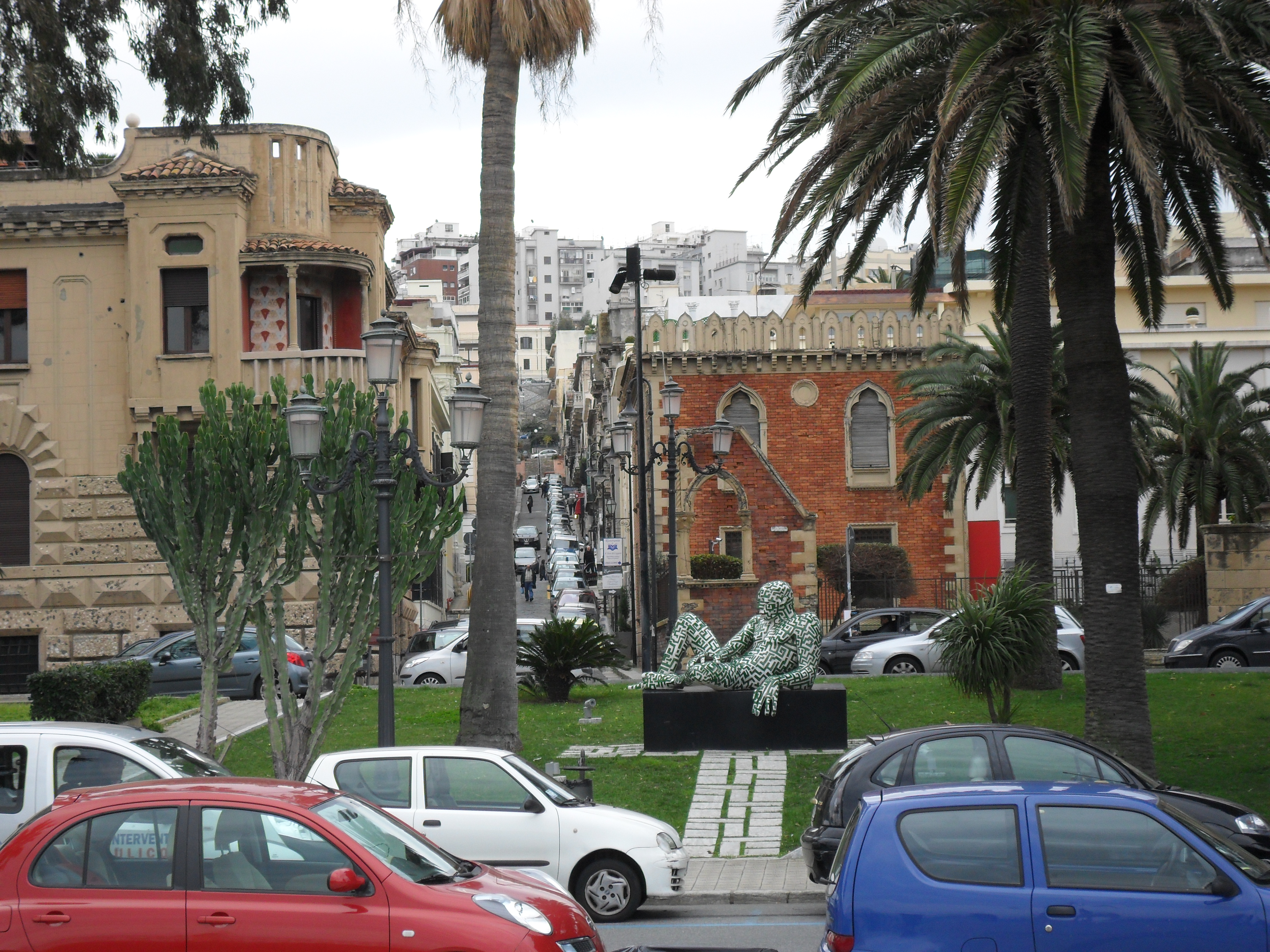
Una delle tre sculture di Rabarama
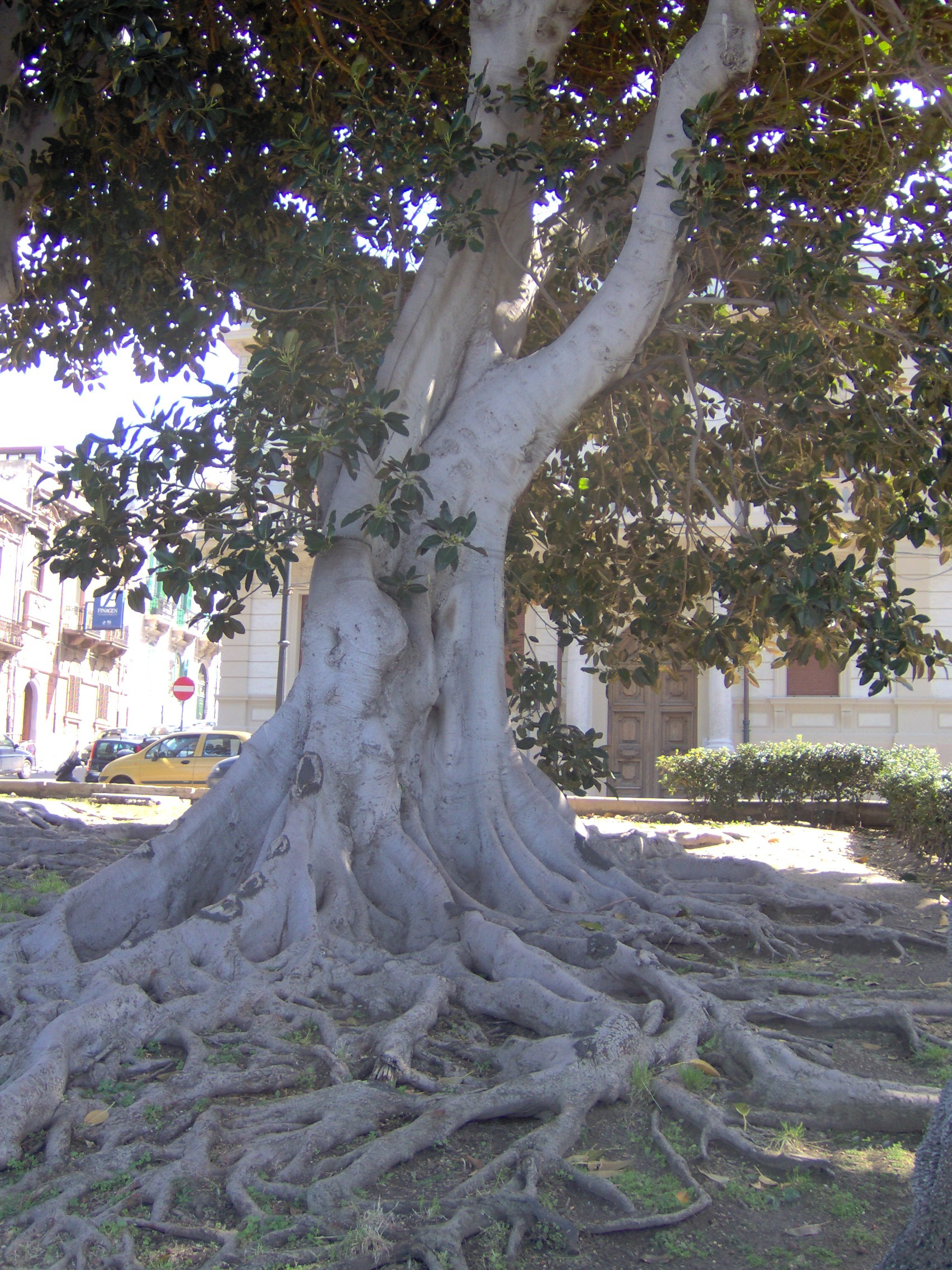
Uno dei maestosi ed esotici alberi che ornano il lungomare Falcomatà
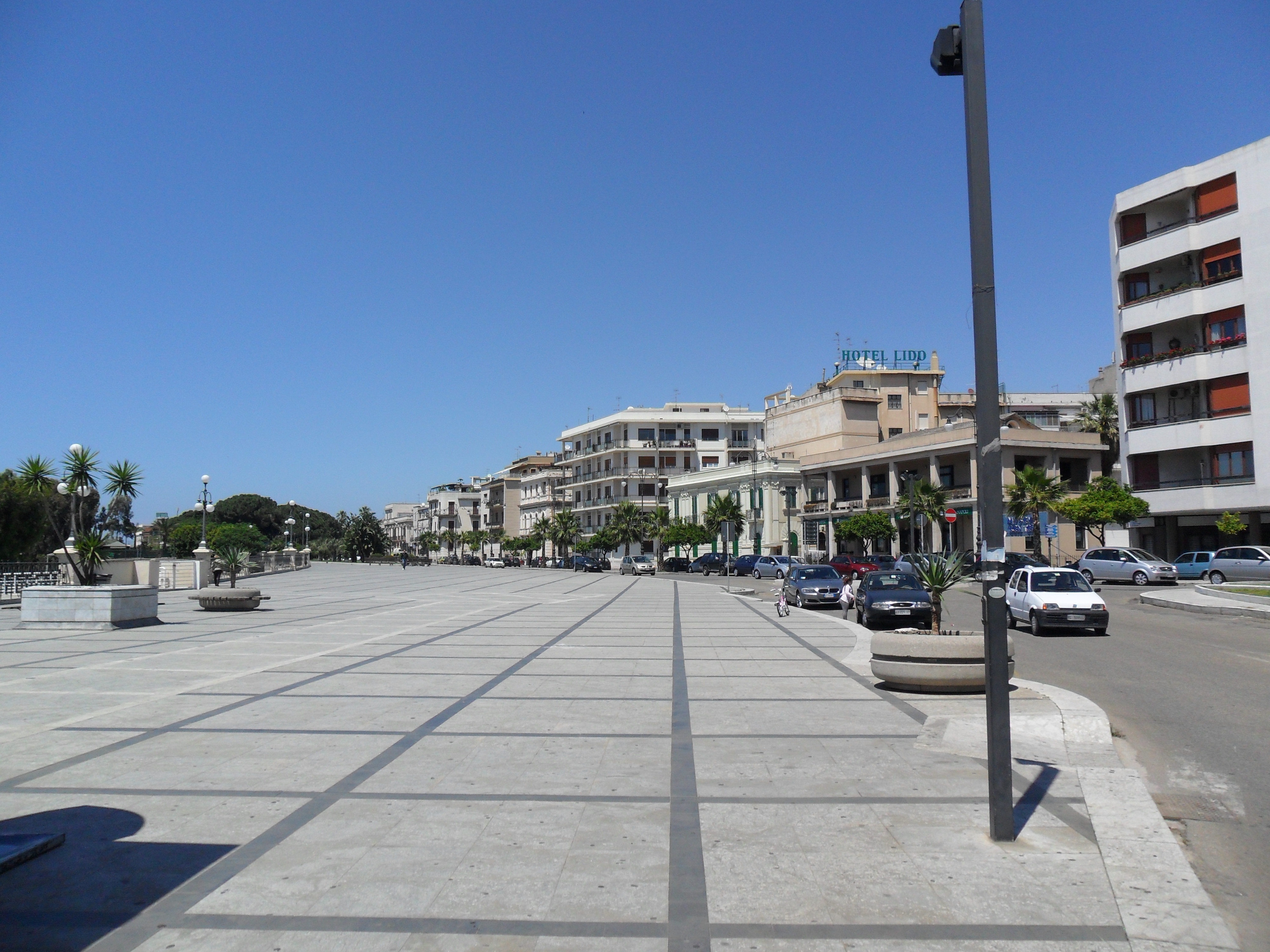
La zona nord del lungomare, in corrispondenza di viale Zerbi
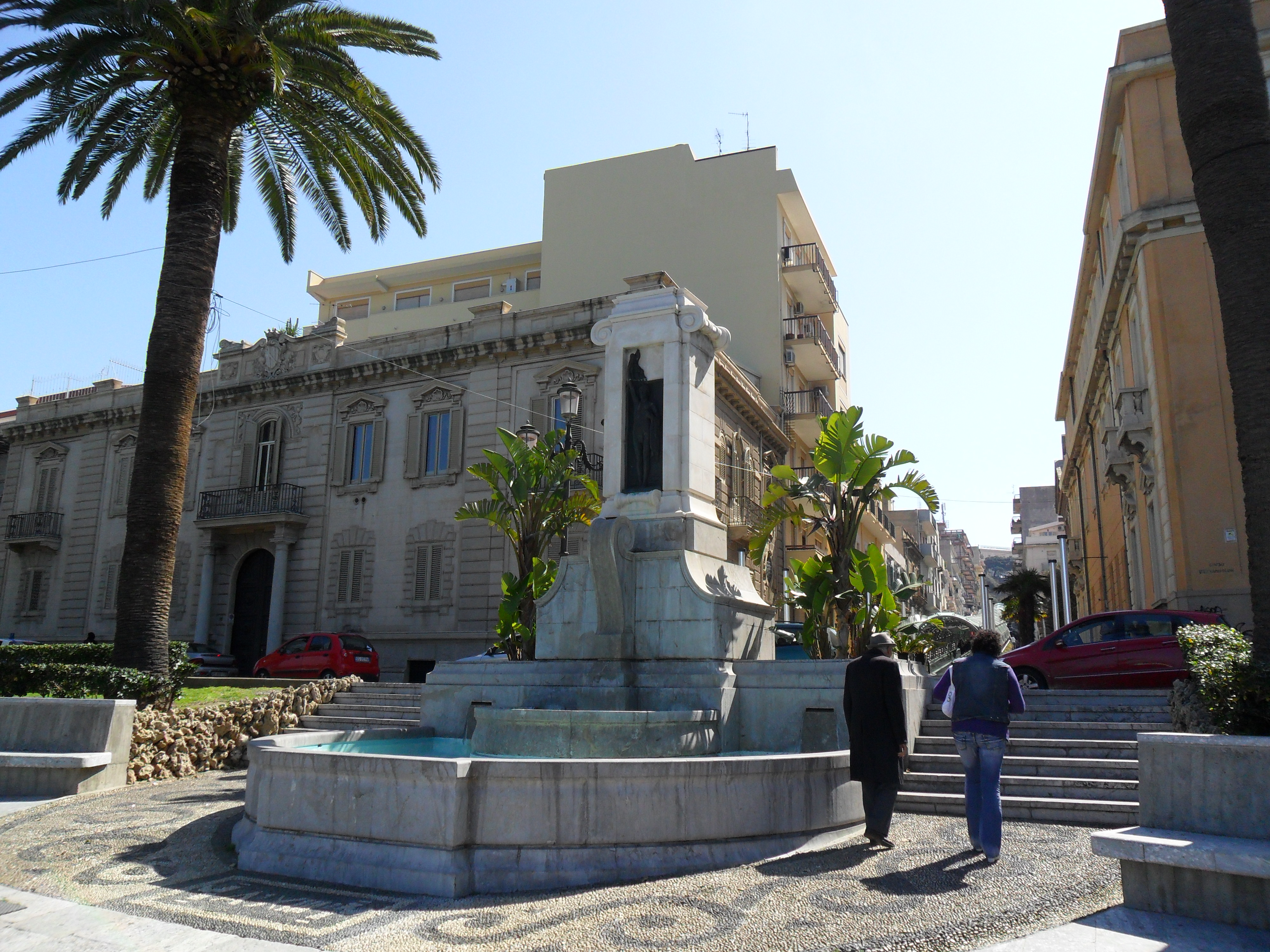
Fontana sul lungomare
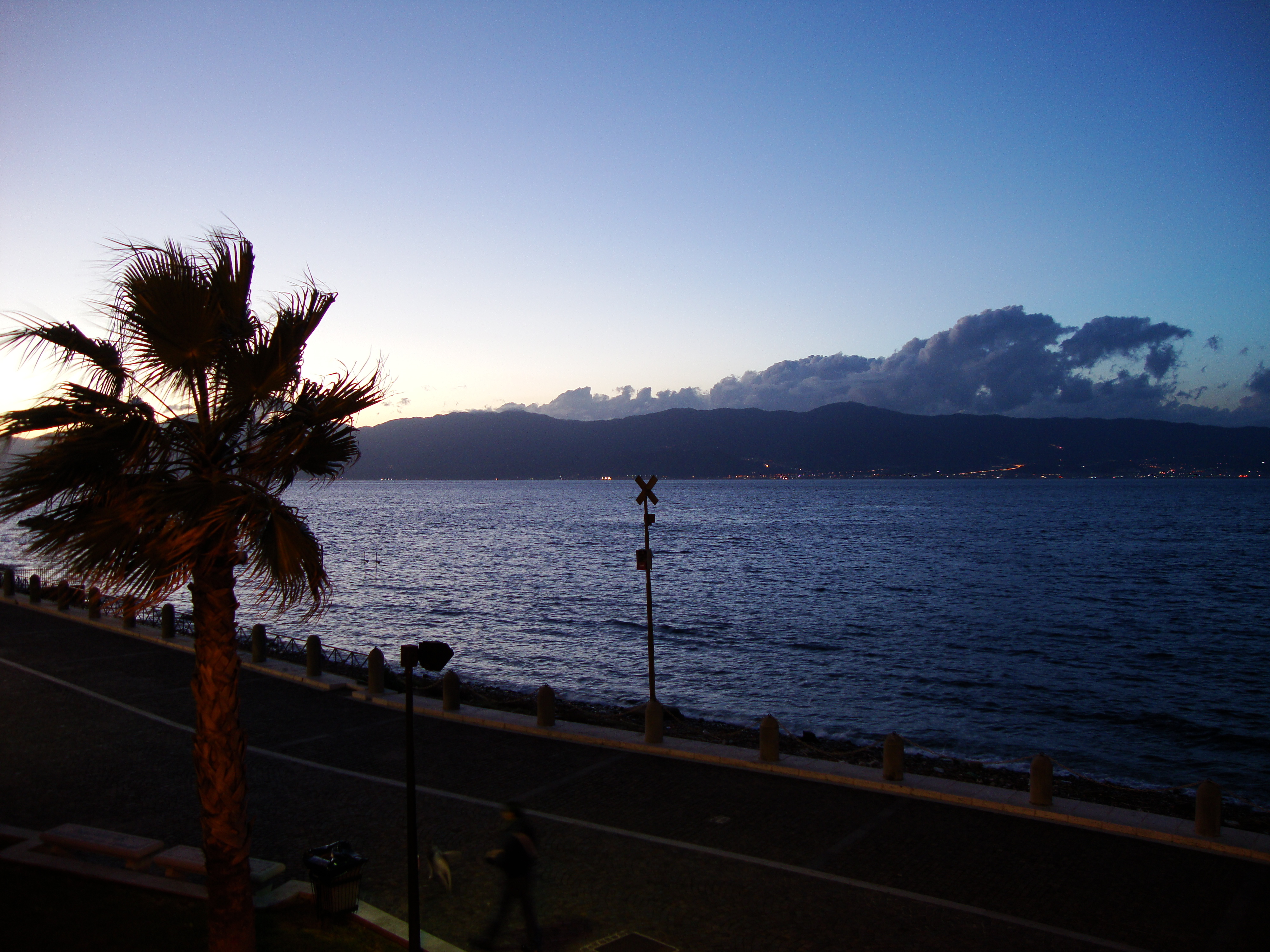
La passeggiata in prossimità della spiaggia
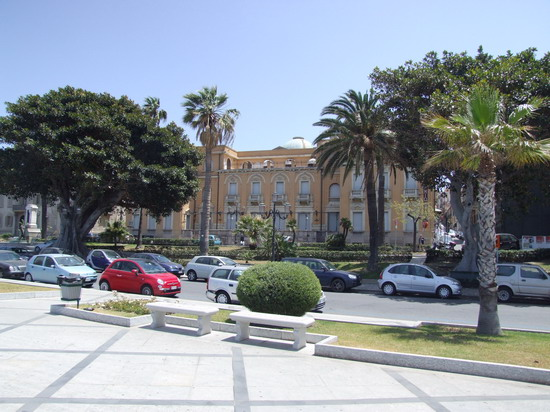
Hotel Miramare

### Personalità
- Italo Falcomatà
- Camillo Autore
- Alessandro Monteleone

### Edifici
- Museo archeologico nazionale di Reggio Calabria
- Albergo Belfanti Centralino
- Palazzo Barbera
- Palazzo Romeo Retez
- Palazzo Fiaccadori
- Palazzo De Blasio
- Villa Genoese Zerbi
- Palazzo Spanò Bolani
- Palazzo del Governo (Reggio Calabria)
- Palazzo ex hotel Miramare
- Palazzo Spinelli (Reggio Calabria)
- Palazzo Giuffrè
- Palazzo Guarna
- Palazzo Zani
- Palazzo del Bufalo
- Palazzo Pellicano di Reggio Calabria